# Neolareiga rufocoerulea
Neolareiga rufocoerulea là một loài tò vò trong họ Ichneumonidae.